# بيا ميلر
بيا ميلر (بالإسبانية: Pia Miller؛ بالإنجليزية: Pia Miller) هي عارضة وممثلة أسترالية وتشيلية، ولدت في 2 نوفمبر 1983 في فينيا ديل مار في تشيلي.

## وصلات خارجية
- بيا ميلر على موقع IMDb (الإنجليزية)
- بيا ميلر على موقع قاعدة بيانات الفيلم (الإنجليزية)
- بيا ميلر على موقع دليل عارضات الأزياء (الإنجليزية)